# C-DNA
C-DNA又稱C型DNA，是一種DNA雙螺旋型態，目前已知C-DNA與B-DNA（自然界最常見的DNA型態）有相似的構象。會出現於含鋰離子，且溼度較低的狀態下。研究顯示，B與C兩型的DNA實際上都含有兩種稍有不同的構型，分別稱為B-I與B-II，其中B-DNA的B-II含量約佔10%；C-DNA的B-II則大約佔了40%以上。